# Warninschrift vom Herodianischen Tempel
Die Warninschrift vom Herodianischen Tempel sollte Nichtjuden bei Androhung der Todesstrafe vom Betreten des inneren Tempelgeländes in Jerusalem abhalten.  Es gibt ein vollständiges Exemplar im Archäologischen Museum Istanbul und ein Fragment im Israel Museum Jerusalem. Beide Inschriften mit fast identischem griechischem Text werden datiert in die Zeit zwischen 23 v. Chr. und 70 n. Chr.

## Exemplar des Archäologischen Museums in Istanbul

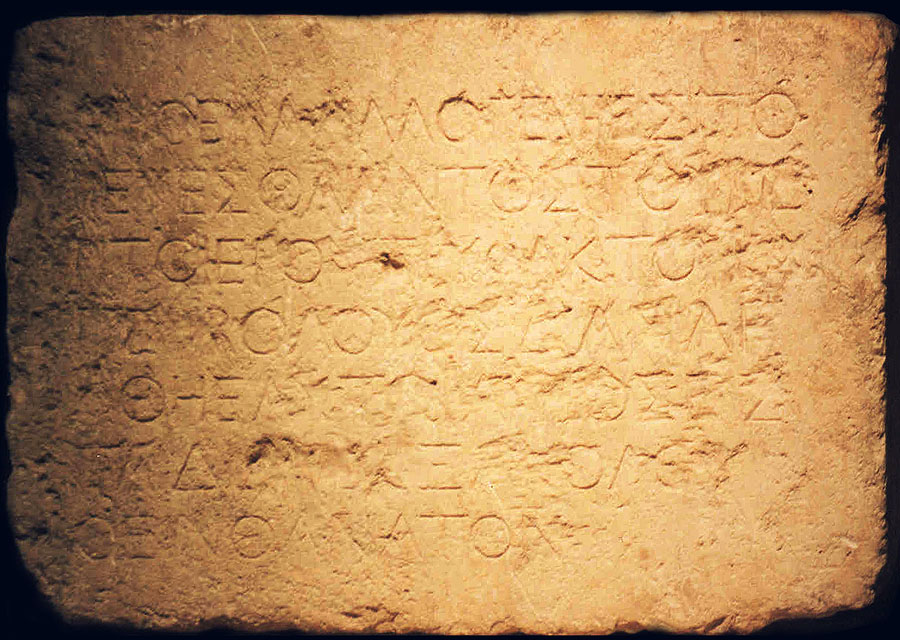
Vollständig erhaltenes Exemplar (Archäologisches Museum Istanbul).

### Fundort
Bereits 1871 hatte Charles Clermont-Ganneau den beschrifteten Marmorblock nördlich vom Tempelberg entdeckt und bald darauf in der Académie des inscriptions et belles-lettres veröffentlicht. Der genaue Fundort war der Innenhof der Madrasa al-Muˤaẓẓamija, welche am Ṭariq Bab Sitti Marjam (hebräisch: Derech Scha’ar haArajot) liegt. Das Objekt verschwand auf mysteriöse Weise und tauchte 13 Jahre später in Istanbul wieder auf.

### Inschriftträger
Die griechische Inschrift ist auf einem ursprünglich geglätteten Marmorblock angebracht, der 60 cm hoch, 90 cm breit und 39 cm tief ist. Der Text umfasst sieben Zeilen ohne Worttrennung in griechischen Majuskeln. Das Sigma hat vier Balken, das Omega ist geschlossen, das Alpha wird sowohl mit geradem als auch mit abgeknicktem Mittelbalken geschrieben.
Die Buchstaben sind über 4 cm hoch und waren möglicherweise farbig ausgemalt.

### Inschrift

#### Griechischer Text
1. ΜΗΘΕΝΑ ΑΛΛΟΓΕΝΗ ΕΙΣΠΟ
2. ΡΕΥΕΣΘΑΙ ΕΝΤΟΣ ΤΟΥ ΠΕ
3. ΡΙ ΤΟ ΙΕΡΟΗ ΤΡΥΦΑΚΤΟΥ ΚΑΙ
4. ΠΕΡΙΒΟΛΟΥ ΟΣ ΔΑΝ ΛΗ
5. ΦΘΗ ΕΑΥΤΩΙ ΑΙΤΙΟΣ ΕΣ
6. ΤΑΙ ΔΙΑ ΤΟ ΕΞΑΚΟΛΟΥ
7. ΘΕΙΝ ΘΑΝΑΤΟΝ

#### Deutsche Übersetzung (nach Deißmann)
1. Kein Andersbürtiger [darf]
2. eintreten in das um
3. das Heiligtum gehende Gitter und
4. Gehege Wer dabei
5. ergriffen wird, wird sich selbst
6. die Folge zuschreiben müssen
7. den Tod.

## Exemplar des Israel Museums in Jerusalem

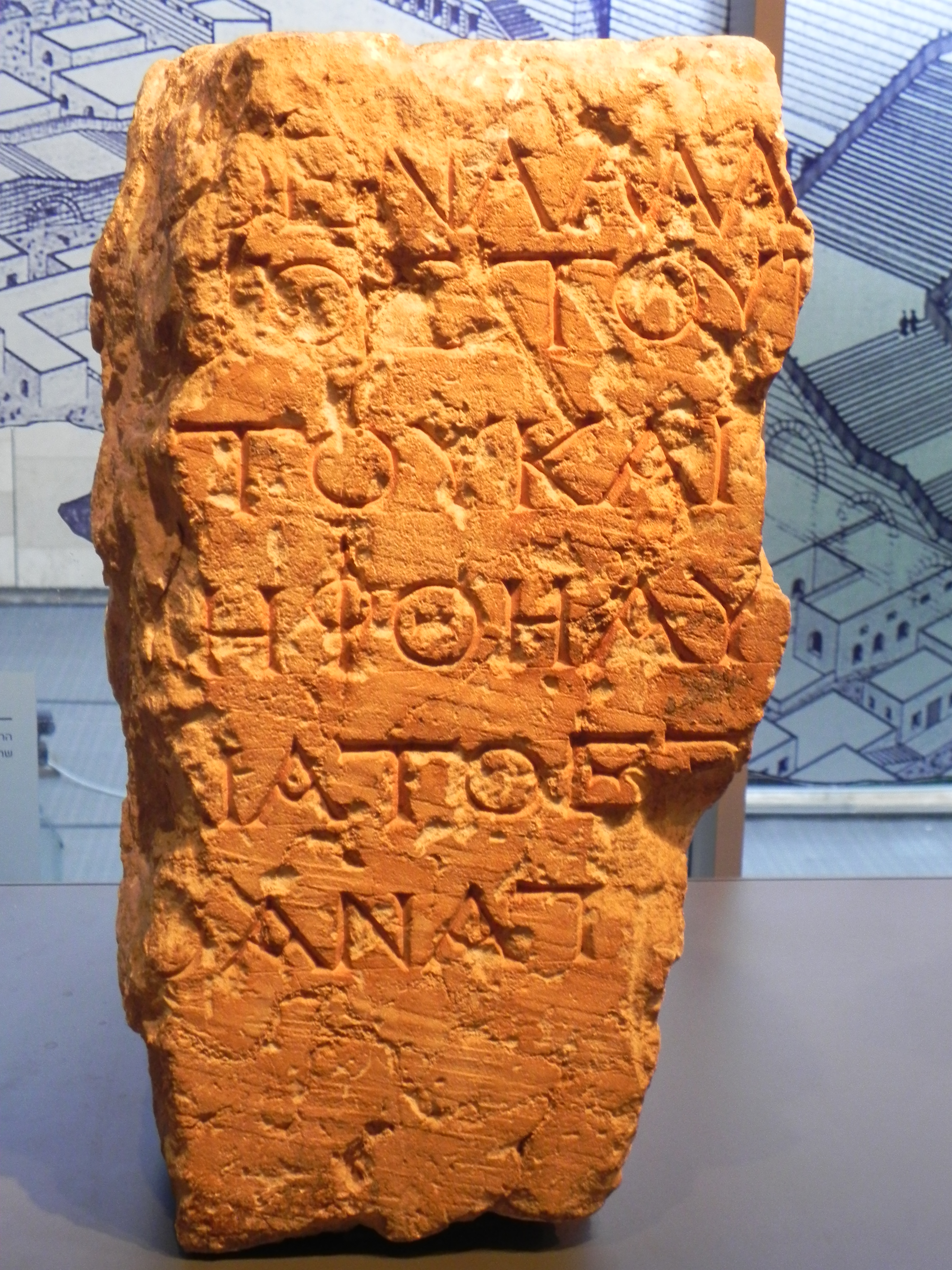
Fragment (Israel-Museum, IAA Inv. Nr. 1936-989).

### Fundort
Das Fragment wurde 1935 nahe beim Löwentor der Jerusalemer Altstadt bei der Anlage eines Entwässerungsgrabens entdeckt. Der genaue Fundort war der südliche Straßenrand an der Einmündung der Straße Derech Scha’ar haArajot beim Löwentor in die Jericho-Straße (Derech Jericho). In diesem Winkel wurden römische oder byzantinische Gräber sowie Fundamentreste eines Gebäudes freigelegt; in einer Mauer dieses Gebäudes war das Fragment als Spolie verbaut worden.
1938 wurde die Inschrift von John Iliffe, dem Kurator des Rockefeller Museums, publiziert.

### Inschriftträger
Der Marmorblock war noch 49 cm hoch, 27 cm breit und 31 cm tief. Die sechs Zeilen sind tief eingraviert in griechischen Majuskeln; es gibt Spuren roter Farbe in den Buchstaben und leicht eingeritzte Linien zwischen den Zeilen. Unterhalb der letzten Zeile ist ein breiter nicht beschriebener Streifen. Iliffe hob die Unterschiede zur Istanbuler Inschrift hervor; die Buchstaben des beim Löwentor gefundenen Exemplars schienen ihm weniger professionell geschrieben. Es handelt sich um die Arbeit zweier verschiedener Steinmetzen, die aber im etwa gleichen Zeitraum tätig waren.

### Inschrift

#### Griechischer Text
1. ΘΕΝΑ ΑΛΛ
2. ΤΟΣ ΤΟΥ Π
3. ΤΟΥ ΚΑΙ
4. ΗΦΘΗ ΑΥ
5. ΙΑ ΤΟ ΕΞ
6. ΘΑΝΑΤ

## Interpretation
Die beiden fast gleichlautenden  Inschriften gehörten zu einer unbekannten Zahl von griechischen und lateinischen Warninschriften auf Steinblöcken, die in regelmäßigen Abständen in die steinerne Balustrade (griechisch δρύφακτος, Deißmann: „Gitter“) des Herodianischen Tempels eingefügt waren. (Die in der Literatur oft verwendete Bezeichnung „Tafel“ erweckt insofern einen falschen Eindruck.)
Der Mischna zufolge war die Balustrade (סורג, soreg) zehn Handbreit hoch. Sie grenzte den äußeren Tempelvorhof, der auch von Nichtjuden betreten werden durfte, von den inneren Höfen ab. Der in der Inschrift gebrauchte Begriff Peribolos (περίβολος „Umfriedung“) bezeichnet wahrscheinlich den Bereich zwischen der Balustrade und der hohen Mauer um den inneren Tempelbereich. Flavius Josephus hat diese Warninschriften beschrieben. Vergleichbare Warnungen gab es in der Antike auch bei Tempeln anderer Religionen.